# Государственное регулирование телекоммуникаций в КНР
Государственное регулирование телекоммуникаций в КНР — это cистема нормативных, институциональных и организационных элементов государственного управления в КНР, посредством которых складывалась система государственного контроля и обеспечения деятельности сети Интернет и других телекоммуникационных сервисов на территории КНР.
Китай в 1990-х годах стал привлекательной площадкой для иностранных телекоммуникационных компаний, заинтересованных в обслуживании почти 1,2 млрд внутренних клиентов фиксированной и подвижной связи. С приходом на китайский рынок иностранных инвесторов на рынке Китая появились инновационные технические механизмы и решения: использование спектра, оптоволоконной технологии, что резко увеличило скорость и объемы передачи данных. Иностранные институциональные инвесторы и частные предприниматели, надеясь на максимизацию прибыли и создание благоприятных условий деятельности на рынке в условиях командно-административной экономики, налаживали контакты с местными органами власти и стремились к созданию совместных предприятий с китайскими монополистами в сфере оказания услуг связи. Законодательное регулирование телекоммуникационной сферы в Китае в 1990-х — 2000-х годах не отличается последовательностью. Множество факторов (присоединение Китая к ВТО, стремление государственных органов к всеобъемлющему контролю и пр.) обусловили то временную либерализацию отношений на рынке информационных услуг, то, напротив, усиление государственного вмешательства. Формирование в 1994 г. компании China Unicom стала отправной точкой максимальной монополизации рынка информационных услуг под контролем государства. Впоследствии телекоммуникационная монополия ослабевала. Непоследовательность в регулировании данной отрасли прослеживается также в том, что не существовало устойчивой и преемственной системы исполнительных контрольных и регулирующих органов, а также общегосударственной и региональной системы нормативно-правовых актов.
Переговоры о вступлении Китая в ВТО в 2001 г. способствовали укоренению рыночных и конкурентных начал на телекоммуникационном рынке КНР и развитие сопутствующих услуг (e-mail, создание и обслуживание баз данных, ведение реестров, голосовая почта и пр.) В то же время, правительство КНР обуславливало послабления в сфере телекоммуникаций необходимостью уступок в иных отраслях, например, в текстильной промышленности.
В настоящее время в КНР существует развитая сеть органов контроля Интернета как на общегосударственном, так и на региональном уровне, представленная большим количеством органов власти с различными полномочиями.

## Регулирование сферы телекоммуникационных услуг: историческая перспектива
Директива об усовершенствовании правил управления сектором электросвязи, принятая в октябре 1993 года, стала отправной точкой для установления конкурентных начал в сфере модернизации инфраструктуры отрасли. Данная Директива закрепила за Министерством почты и телекоммуникаций полномочия по лицензированию поставщиков услуг мобильной связи.
Тогда же началась бюрократическая конкуренция министерств и ведомств в сфере регулирования Интернета: в 1994 г. была создана компания China Unicom, которая находилась в подчинении другого министерства — Министерства промышленности и информатизации. Кроме того, China Unicom позиционировала себя находящейся под администрированием Государственной комиссии по экономике и торговле, предшественницей современного Министерства торговли КНР.

### Период либерализации
Данный период продолжался с 1994 по 1997 гг.
Внедрение конкуренции среди органов исполнительной власти ослабило регулирующую монополию Министерства почты и телекоммуникаций. Постепенно «центр тяжести» государственного регулирования интернета, цензуры и лицензирования смещался с Министерства почты и телекоммуникаций в сторону Министерства промышленности и информатизации. Высшей точкой противостояния исполнительных органов стало наложение вето на законопроект, предложенный Министерством почты и телекоммуникаций, который бы еще больше расширил полномочия Министерства почты и телекоммуникаций, что произошло при содействии Министерства промышленности и информатизации и компании China Unicom. Выделение в 1995 г. еще одной государственной компании — China Telecom — еще больше ослабило влияние Министерства почты и телекоммуникаций.
Чтобы компенсировать потерю части распорядительных полномочий в сфере телекоммуникаций, в ноябре 1994 г. Министерство почты и телекоммуникаций издало постановление, в соответствии с которым государственная компания China Telecom получила исключительный благоприятствующий режим привлечения иностранных инвестиций и создания совместных предприятий — чтобы эффективнее конкурировать с компанией China Unicom.
Директива 1993 г. была во многом противоречивой, содержала туманные, расплывчатые формулировки. Это привело с молчаливого одобрения Государственного Совета КНР к конкуренции за иностранные инвестиции и ценовым войнам между государственными компаниями, контролируемыми, с одной стороны, Министерством почты и телекоммуникаций, и, с другой стороны, Министерством промышленности и информатизации.
За этот период на рынке КНР появилось более 40 иностранных инвестиционных компаний, которые в совокупности инвестировали в телекоммуникационную сферу КНР около 1,5 млрд долларов. При этом более 85 % всех иностранных компаний составляли компании из США.

### Период ужесточения регулирования
Данный период продолжался с 1997 по 2000 гг.
Формальное разделение контроля рынка телекоммуникаций между двумя министерствами и распад телекоммуникационной монополии способствовали модернизации телекоммуникационной отрасли КНР и привлечению иностранного капитала. Однако в свете скорого вступления КНР в ВТО Правительство КНР стало опасаться либерализации регулирования рынка и утраты авторитета государства.
В целях создания видимости наличия независимого инструмента разрешения споров путем административной реструктуризации под непосредственным контролем Государственного Совета КНР был создан орган по разрешению хозяйственных споров между государственными компаниями на рынке телефонной связи и Интернета.
Создание Министерства промышленности и информатизации обусловило складывание дуополии на рынке КНР, когда монополистом на рынке фиксированной связи стала компания China Telecom, а на рынке подвижной связи — China Mobile.
В 1998 г. на фоне кризисных явлений в экономиках государств азиатского региона руководство КНР начало ощущать, что рост количества негосударственных компаний с иностранным участием угрожает государственному контролю. Для более эффективного контроля рынка и, в то же время, сохранения конкуренции в конце 1995 г. Государственный Совет КНР учредил Государственную группу по информатизации, которой было поручено изучить сложившуюся экономическую ситуацию и предложить оптимальное регулятивное решение. Решение было найдено достаточно быстро. В марте 1998 г. решено было объединить Министерство почты и телекоммуникаций, Министерство промышленности и информатизации и Комиссию по регулированию радиосвязи в обновленное Министерство промышленности и информатизации.
Вскоре после реорганизации министерств Государственная комиссия по развитию и планированию с одобрения премьер-министра Чжу Жунцзи поставила под сомнение законность всех соглашений о создании совместных предприятий китайских и иностранных компаний и привлечении инвестиций. Таким образом, государственные органы намеревались ослабить неблагоприятное влияние иностранных инвестиций на монопольный государственный контроль над телекоммуникациями. Итогом этого стало официальное уведомление со стороны Министерства промышленности и информатизации о необходимости расторгнуть данные соглашения до конца сентября 1999 г. На фоне этого компания China Unicom впервые разместила ценные бумаги на Гонконгской бирже.
Иностранные инвесторы не смогли наладить координацию между собой, в связи с чем в противостоянии с Правительством КНР они остались без поддержки международного сообщества. Так, посольство США рекомендовало своим компаниям воздержаться от активного противодействия властям КНР с целью предотвращения полной утраты сегмента на китайском рынке и переориентироваться на другие географические регионы.

## Переговоры о присоединении КНР к ВТО
После четырехлетних переговоров с США Правительство КНР в ноябре 1999 г. подписало протокол о вступлении в ВТО. Вскоре после этого было подписано соглашение между ЕС и КНР о дальнейших мерах по либерализации рынка телекоммуникационных услуг в КНР.
В ходе этих переговоров США настаивали на предоставлении существенных уступок, однако КНР согласилась только на часть предложений, и то при условии снятия ограничений для китайской продукции текстильной отрасли.
Можно утверждать, что США и ЕС не смогли добиться крупных уступок на рынке телекоммуникаций КНР или благоприятного режима для иностранных инвестиций, в то время как Правительство Китая перешло на менее стратегические проблемы, такие как установление тарифов на услуги связи. Единственным значительным достижением США в этот период было успешное лоббирование внедрения в КНР стандарта связи CDMA в интересах американской компании Qualcomm — владельца интеллектуальных прав на технологию. В ноябре 1999 года Государственный Совет предписал China Unicom использовать стандарт CDMA. Через четыре месяца после размещения ценных бумаг China Unicom на Гонконгской бирже и давления со стороны Госсовета China Unicom объявила о согласии внедрять стандарт CDMA. Вскоре после этого Министерство промышленности и информатизации передало передало полномочия по техническому обеспечению «Великого китайского файрвола» в China Unicom. Таким образом, China Unicom начала осуществлять деятельность с двумя принципиально несовместимыми форматами связи — европейским форматом GSM и американским форматом CDMA.

## Систематизация правового регулирования
В сентябре 2000 г. Государственный совет издал Административный регламент телекоммуникационных услуг, что стало первым практическим шагом по реализации обязательств Китая в рамках ВТО. Новый регламент заменил собой Директиву 1993 года, которая запрещала прямые иностранные инвестиции в телекоммуникационную сферу, установив временной период для изменения регулирования, который Китай согласовал во время переговоров ВТО.
Далее Закон о телекоммуникациях определил отрасль телекоммуникационных услуг открытой для иностранных инвестиций с различными ограничениями на сферу деятельности и уровень иностранного капитала по подсекторам. Были централизованы правила относительно строительства телекоммуникационных объектов в провинциях, а надзорные полномочия были переданы в Бюро администрирования электросвязи отдельных провинций. Подзаконными актами также была создана база для дифференциации регулирования деятельности двух разных типов деятельности игроков рынка — оказывающих базовые услуги и оказывающих сопутствующие услуги
Политика ценообразования осуществлялась административными органами в пределах нескольких провинций. Так, Пекинская администрация электросвязи, например, регулярно указывала China Unicom на завышение тарифов.

## Система основных органов государственного контроля телекоммуникаций и их основные полномочия
1. Государственный Совет КНР (отдел, отвечающий за информационные отрасли промышленности):
— нормативное регулирование
2. Министерство национальной обороны:
— контроль деятельности кибер-полиции, администрирование «Великого китайского файрвола»
3. Административный совет (бюро) по телекоммуникациям провинции, региона, муниципалитета:
— цензура;
— блокирование ресурсов;
— лицензирование.
4. Министерство промышленности и информатизации КНР:
— разработка программ и планов реализации указаний Госсовета;
— обеспечение технического функционирования Интернета
Иные органы:
1. Бюро координации новостей
2. Департамент интернет-безопасности и защиты при Министерстве государственной безопасности КНР;
3. Группа интернет-безопасности Центрального комитета Коммунистической партии Китая при Министерстве культуры КНР;
4. Государственное управление по делам радиовещания, кинематографии и телевидения